# 피지팁스
피지팁스(PG Tips)는 유니레버 UK에서 생산되는 영국의 차 브랜드이다.

## 역사
1930년대 브룩 본드는 Pre-Gest-Tee라는 이름으로 영국 차 시장에 피지팁스를 출시하였다. 초기 명칭은 소화를 돕기 위해 음식을 먹기 전에 마실 수 있는 차를 의미하였고, 식품점 상인과 영업 사원은 이 명칭을 PG로 줄여서 불렀다.
2차 세계 대전 이후에 상표 관련 법규는 차를 소화를 돕는 것으로 묘사하는 것을 제한하였고, 1950년 1월에 기존의 이름 대신에 PG라는 이름이 적용되었다. 제조사는 차나무의 팁(tip, 가장 위의 잎 두 개와 봉우리)만이 제조 공정에서 사용된다는 것을 강조하기 위해 이름에 팁스(tips)를 추가하였다.

## 같이 보기
- 립톤